# Facidia nigrofusca
Facidia nigrofusca là một loài bướm đêm trong họ Erebidae.